# .it
‎.it‏ دامنه اینترنتی کشور ایتالیا است.